# Sabahya kinabaluana
Sabahya kinabaluana là một loài nhện trong họ Tetrablemmidae.
Loài này thuộc chi Sabahya. Sabahya kinabaluana được Deeleman-Reinhold miêu tả năm 1980.